# Gerrit L. Dox
Gerrit Lansing Dox (* 13. Mai 1784 in Albany, New York; † 2. August 1847 in Waterloo, New York) war ein US-amerikanischer Jurist und Politiker. Er war von 1817 bis 1821 Treasurer of State von New York.

## Leben
Gerrit L. Dox wurde ungefähr neun Monate nach dem Ende des Unabhängigkeitskrieges im Albany County geboren. Über seine Jugendjahre ist nichts bekannt. Im Januar 1816 wurde er zum Postmeister von Albany ernannt. Sein Bruder Peter P. Dox hielt zuvor den Posten von 1814 bis zu seinem Tod am 21. November 1815. Gerrit L. Dox wurde im Juli 1817 von seinem Posten abgelöst. Im Januar 1817 heiratete er Magdalena Bogart (1796–1883). Dox wurde im Februar 1817 zum Treasurer of State von New York ernannt – ein Posten, den er bis Januar 1821 innehatte. Im August 1823 verklagte ihn die US-Postbehörde wegen eines Fehlers betreffend der Abführung einigen erhaltenen Geldes in den übergebenen Buchhaltungsunterlagen. Im Verlauf des Prozesses wurde festgestellt, dass Dox 1819 insolvent war. 1839 wurde er zum Richter am Justices Court of Albany ernannt. Er und seine Ehefrau wurden auf dem Pulteney Street Cemetery in Geneva (New York) beigesetzt.